# Mahdi Szarabijani
Mahdi Szarabijani (pers. مهدی شربیانی; ur. 25 lipca 1978) – irański zapaśnik w stylu klasycznym. Zajął 16 miejsce na mistrzostwach świata w 2005. Srebro na igrzyskach azjatyckich w 2006. Drugi na mistrzostwach Azji w 2007 i trzeci w 1999. Czwarty w Pucharze Świata w 1997. Trzeci na uniwersjadzie w 2005. Mistrz Azji juniorów w 1998 roku.